# 中馬兼四
中馬 兼四（ちゅうま けんし/ちゅうまん けんし、1917年（大正6年）2月28日 - 1942年（昭和17年）5月31日）は、日本の海軍軍人。太平洋戦争におけるシドニー湾攻撃で特殊潜航艇「甲標的」艇長として戦死。二階級特進により最終階級は海軍中佐。位階は正六位。

## 生涯
鹿児島県薩摩郡上東郷村大字鳥丸（現在の薩摩川内市東郷町鳥丸）出身。父の姓は知敷。中馬は鹿児島県立川内中学校（現在の鹿児島県立川内高等学校）を卒業後、海軍兵学校へ進み、海兵66期として卒業した。海兵66期は、219名の同期生のうち143名が戦死し、戦死率は65.2%である。中馬と同様に特殊潜航艇（以下「特潜」 ）艇長としてシドニー湾攻撃で戦死した松尾敬宇、同日にマダガスカル攻撃で戦死した秋枝三郎は同期生であった。
1939年（昭和14年）6月、海軍少尉任官。潜水艦砲術長などを経て、秋枝、松尾らとともに「特潜」搭乗員として選抜され、 水上機母艦「千代田」乗組みとして訓練を受ける。太平洋戦争劈頭の真珠湾攻撃では岩佐直治ら10名の「特潜」搭乗員が参加したが、生還者なし（1名が捕虜）という結果になり、軍令部は「特潜」による港湾進入攻撃には消極的であった。しかし戦訓を取り入れ、母潜と「特潜」（甲標的）との交通筒の新設、防潜網対策として網切断機の装着などの改善などが実施され、「特潜」による第二次攻撃が決定した。中馬は参加予定の「特潜」艇長7人（実際の参加は5隻）のうちに選ばれ、松尾や伴勝久らとシドニー湾攻撃を実施することとなる。事前に通信、障害物突破、防御網突破、海峡通過などの訓練が行われた。

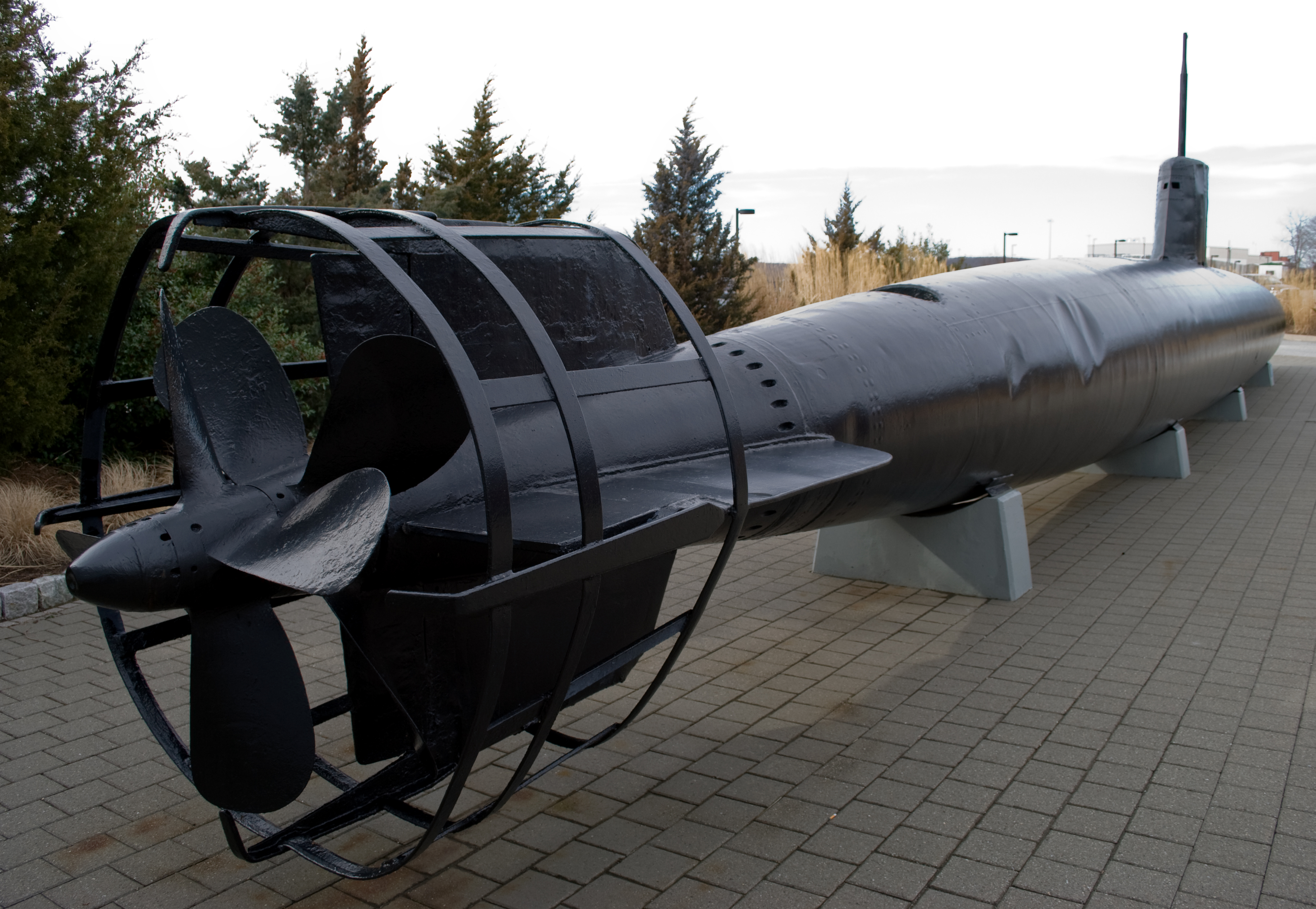
甲標的艇尾のスクリュー。中馬艇と松尾艇は豪州で保存されている。

### シドニー湾攻撃
1942年（昭和17年）5月18日、母潜「伊27」に乗艇を搭載し、中馬は艇附の大森猛一等兵曹とともにトラックを出撃した。中馬の属す東方先遣隊の指揮官は真珠湾攻撃でも「特潜」部隊を指揮した佐々木半九大佐で、佐々木は潜水艦搭載機の偵察報告から攻撃目標をシドニー湾に定める。同月31日17時28分、中馬艇は湾口7浬の地点で母潜から出撃した。
当時のシドニー港は、磁気探知機、防潜網、探照燈、駆潜艇による防衛体制がとられていたが、中馬艇は入港するフェリーを追尾し港内への潜入に成功した。しかし19時45分ごろ、軍港地帯である西港付近でスクリューが防潜網にからまり行動の自由を失う。甲標的の網切断機は艇首に装備されており、防潜網から離脱することができなかった中馬艇は30分後に監視員に発見される。監視員の報告から哨戒艇が爆雷攻撃を開始した直後、中馬艇は自爆装置によって自爆し、中馬、大森は戦死した。防潜網に捕らえられてから約3時間が経過した22時35分頃であった。

### 遺骨の帰国

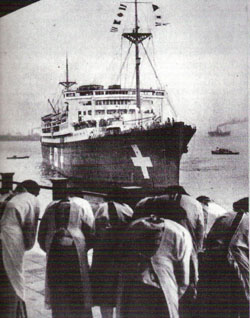
中馬ら四名の遺骨を乗せて横浜港へ入る戦時交換船「鎌倉丸」（1942年10月9日）

中馬、大森艇は6月5日、松尾、都竹正雄艇はその前日に引揚げられ、遺体は収容された。豪州海軍は四名の戦死者を海軍葬の礼をもって遇し、棺は大日章旗で覆われ埋葬された。遺骨は戦時交換船によって日本に戻り、1943年（昭和18年）3月には呉で合同葬儀が行われた。

## 人物
中馬は円満温厚な性格で、運動に通じていた。出撃直前には同郷かつ海兵の1期後輩であった九軍神の一人、横山正治の位牌に額ずいている。貯金の半分以上を艇附の大森一曹の家族へ、残額を弟の学資にあてるよう言い遺した。

## 関連書籍
- 豊田穣『海軍特別攻撃隊』「シドニーの岸壁」集英社文庫 ISBN 4-08-750339-9